# Linognathus stenopsis
Linognathus stenopsis ist eine weltweit bei Ziegen auftretende Echte Tierlaus. Die Laus ist vollgesaugt bis zu 2 mm lang und hat einen langen, spitz zulaufenden Kopf. Linognathus stenopsis sitzt bevorzugt im Bereich des Rumpfes oder auch im Kopf- und Halsbereich. Im Gegensatz zu Linognathus ovillus ist die thorakale Tracheenöffnung kleiner und unscheinbarer. Zudem unterscheidet sich die Art von anderen Linognathus-Vertretern durch einen kleinen Zahn medial am Gonopodium der Weibchen. Weibchen legen pro Tag ein Ei (Nisse) und heften es an ein Haar. Nach 10 bis 14 Tagen schlüpft die erste Larve (Nymphe). Innerhalb von zwei Wochen entwickeln sich über insgesamt drei Nymphenstadien die Adulten. Der komplette Lebenszyklus dauert 20 bis 40 Tage.